# Selon Matthieu
Pour plus de détails, voir Fiche technique et Distribution.
Selon Matthieu est un film français de Xavier Beauvois sorti en 2000.

## Synopsis
Un père, Francis, et ses deux fils, Matthieu et Éric, travaillent dans la même usine en Normandie. Francis est licencié pour avoir fumé une cigarette sur son lieu de travail. Matthieu, révolté par cette injustice, tente d'infléchir la direction, puis de mobiliser les ouvriers de l'usine et en particulier son frère. En vain. Peu de temps après, Francis meurt brusquement. Matthieu, convaincu du suicide de son père, n'a plus qu'une idée en tête : le venger.

## Fiche technique
- Titre original : Selon Matthieu
- Titre international : To Matthieu
- Réalisation : Xavier Beauvois (assisté de Pascal Fouineau)
- Photographie : Caroline Champetier
- Son : Éric Bonnard, Jean-Jacques Ferran et Béatrice Wick
- Montage : Christophe Nowak
- Décors : Denis Barbier
- Costumes : Marielle Robaut
- Producteurs : Pascal Caucheteux et Alain Sarde
- Sociétés de production : Why Not Productions, Les Films Alain Sarde et Arte France Cinéma
- Société de distribution : Mars Distribution
- Genre : drame
- Format : couleurs – 35 mm – 2.35:1 – Dolby Digital
- Durée : 105 minutes
- Dates de sortie : 
  - Italie : 6 septembre 2000 (Mostra de Venise)
  - France : 10 janvier 2001 (généralisée)

## Distribution
- Nathalie Baye : Claire
- Benoît Magimel : Matthieu Debris
- Antoine Chappey : Éric Debris
- Jean-Marie Winling : Directeur de l'entreprise
- Fred Ulysse : Francis Debris, le père
- Mélanie Leray : Dominique, la femme d'Éric
- Virginie Dessèvre : Virginie, la compagne de Matthieu
- Françoise Bette : Simone Debris, la mère
- Patrick Chauvel : un ouvrier syndicaliste
- Rémy Roubakha : un ouvrier syndicaliste

## Accueil
Pour Les Inrocks, qui n'avaient pas apprécié les deux précédents films du réalisateur, Selon Matthieu est un film abouti au « trait plus précis [...à la] mise en scène discrète et apaisée » pour décrire la « lutte des classes » et les limites de « l'aveuglement, la poursuite dans l’erreur, l’impossibilité de peser réellement sur le monde, et la colère stérile » mais prenant le « risque d’une "kenloachisation" du propos ».